# Bitka pri Ankari
Bitka pri Ankari ali Bitka pri Angori se je bíla 20. julija 1402 na Çubuškem polju pri Ankari. V bitki sta se spopadli vojski osmanskega sultana Bajazida I. in turško-mongolska vojska vladarja Timuridskega cesarstva Timurlenka. V bitki je prepričljivo zmagala Timurjeva vojska, Bajazid pa je bil ujet. Timurlenk je za novega sultana priznal Mehmeda Çelebija, s čimer se njegovi bratje niso strinjali in začela se je nasledstvena vojna,  ki je trajala do leta 1413. Zmagal je Mehmed Çelebi in se razglasil za sultana Mehmeda I.

## Ozadje
Timurlenk je bil po Džingiskanovi smrti najmočnejši vladar v Srednji Aziji, ki je po dolgih in  neusmiljenih vojnah uspel obnoviti Mongolsko cesarstvo.
Leta 1390 je osvojil Gruzijo in Azerbajdžan in razširil svoje cesarstvo do meja Osmanskega cesarstva, kar je kmalu pripeljalo do sporov. Bajazid je zahteval, da mu plačujejo davke tudi tisti bejluki (emirati), ki so prisegli zvestobo Timurlenku in jim zagrozil z zasedbo. Timur je njegove grožnje razlagal kot napad na njega samega in leta 1400 zasedel Sebasto, današnji Sivas.  Bajazid se je odločil za vojaški poseg in je medtem, ko je Timur napadal Anatolijo z vzhoda, napadel njegovo vojsko pri Ankari. Spopad je bil višek dolgoletnega žaljivega in predznega dopisovanja med obema vladarjema.

## Moč
Natančno število vojakov obeh armad ni poznano. Ko je Timur napadel Anatolijo, so njegovi konjeniki brez pehote zadostovali za hiter prodor v Osmansko cesarstvo in po delih uničevali osmansko obrambo. Pred glavno bitko in med njo so se njegovi vojski pridružili številni Bajazidovi zavezniki in vazali. Sutherland Manzies trdi, da sta obe armadi skupaj šteli skoraj milijon mož, Peter Fredet  trdi, da sta Timurjeva in Bajazidova armada šteli 800.000 in 400.000 mož,  Robert Henlopen Labberton  pa trdi, da je imela Timurjeva vojska 600.000 mož in Bjazadidova samo 120.000 mož. Neskladnosti v moči obeh armad je podrobno pisal Edward Gibbon je v Zgodovini propadanja in padca Rimskega imperija.
Bajazidova vojska je bila vsekakor manjša in je še bolj oslabela, ko so na Timurjevo stran dezertirali Tatari in spahije in anatolskih bejlukov. V njegovi vojski je bila večinoma pehota in 5.000 do 10.000 srbskih težkih konjenikov pod poveljstvom despota Stefana Lazarevića.

## Bitka
Bitka se je začela z obsežnim napadom osmanske vojske, na katerega so odgovorili Timurjevi lokostrelci. Ubitih je bilo nekaj tisoč Bajazidovih vojakov, mnogi pa so se vdali. Med bitko so Timurjevi vojaki preusmerili vodo iz potoka Çubuk, s katero sta se oskrbovali obe vojski,  v zajetje pri mestu Çubuk, tako da je osmanska vojska ostala brez vode. Glavna bitka se je dogajala na hribu Catal nad dolino Çubuk. Žejna in utrujena Bajazidova vojska je bila poražena, Bajazidu pa je z nekaj sto konjeniki uspelo pobegniti v bližnje gore, vendar so ga kmalu odkrili in ujeli.

## Posledice
Evropa je sprva vzpodbujala Timurjev prodor v Anatolijo in Genovežani so v Timurjevo podporo celo obesili mongolske prapore na obzidje Galate v severnam predmestju Konstantinopla. Nekaj mesecev po bitki pri Ankari in uničenju osmanske vojske  je navdušenje zamenjal strah pred tem, da bodo postali naslednja tarča Timurjeve armade. V strahu pred sovražnikom, ki ga niso poznali, so italijanaske ladje prevažale premagane osmanske vojake iz Anatolije na varno v Trakijo.
Bitka pri Ankari je začasno vplivala na politično sliko na Balkanu, kjer so imeli Osmani v tistem času iniciativo. Obleganje Konstantinopla je bilo zaradi invazije Timuridov preloženo, osmanske čete z Balkana pa so se zaradi pričakovanega novega napada umaknile.
Po bitki je večina osmanskih Turkov pa je pobegnila v Evropo, v cesarstvu pa se je začela dinastična vojna med štirimi Bajazidovimi sinovi. Cesarstvo se je razdrobilo in oslabelo iz začasno odložilo propad Bizantinskega cesarstva in prodor na Balkan.
Bitka pri Ankari je bila edina bitka v zgodovini Osmanskega cesarstva, v kateri je bil ujet njihov sultan.